# Deserpidina
Deserpidina es un antihipertensivo de droga relacionada con la reserpina que se encuentra en especies de Rauvolfia.